# 波状云

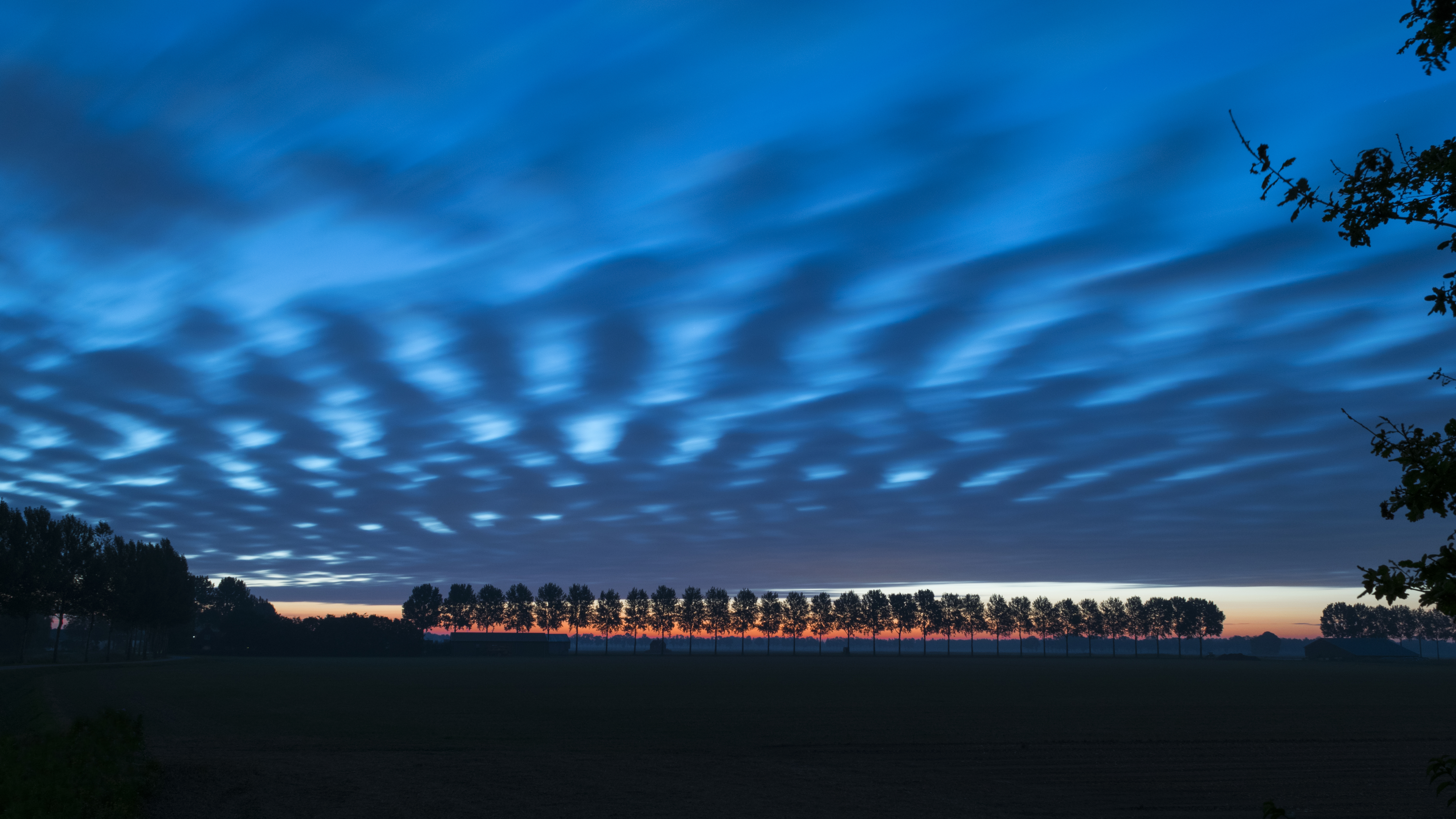
发生在日落时分的波状高积云

波状云（学名：Undulatus，缩写：un )，是云的一类变种，指呈波浪状起伏的大片云体，适用于卷积云、卷层云、高积云、高层云、层积云和层云这六类云属。波状云可以是由单一的云体组成，也可以是由相互分离或彼此粘连的多块云体组成，有时能在同一片云上观察到双重的波状云系统。

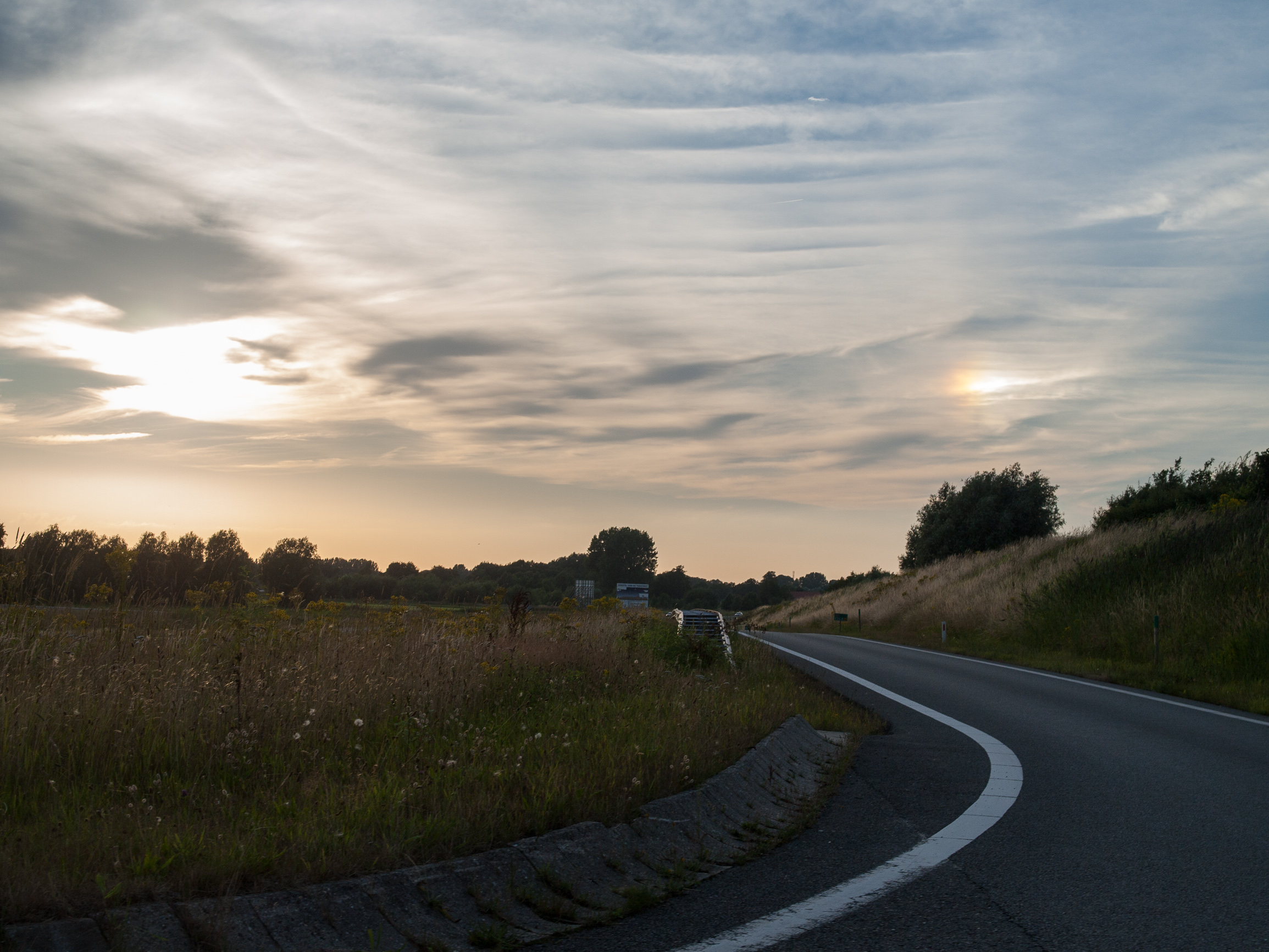
伴有幻日的波状卷积云